# Luciana Salvadó
Luciana Yael Salvadó (n. Buenos Aires, 26 de febrero de 1992) es una jugadora argentina de Balonmano que se desempeña de extremo izquierdo tanto para su club, Ferro Carril Oeste, como para la Selección nacional de Argentina ("La Garra").
Con  "La Garra" disputó el Campeonato Panamericano de 2011, organizado en Brasil; luego estuvo seleccionada para integrar el plantel que jugaría el Mundial de  Dinamarca 2015 (puesto 18). También disputó los Juegos Olímpicos de Río de Janeiro 2016 (puesto 12).
En el Panamericano de Buenos Aires 2017 formó parte de la selección que finalizaría como subcampeona por detrás  de Brasil, al ser derrotadas por este conjunto nacional por 38 a 20 en la final del torneo.

## Palmarés

### Clubes
Ferro Carril Oeste
- Apertura 2013.[15]
- Apertura 2014.[15]
- Apertura 2015.[15]
- Clausura 2015.[15]
- Apertura 2016.[15]
- Nacional de Clubes 2014.[15]
- Nacional de Clubes 2015.[16][15]
- Nacional de Clubes 2017[15].
- Nacional de Clubes 2017[15][17] .
- Super 4 2015.[15]
- Super 4 2016.[18][15]